# Polly Paulusma
Polly Paulusma (10 novembre 1975) è una cantautrice e musicista britannica.
Inizia a comporre le prime canzoni al college ispirata dalla scena indie rock dei primi anni novanta come anche da cantautori come Joni Mitchell o Nick Drake.

## Biografia
Dopo il diploma, svolge molte attività:, diventa ricercatrice per la BBC, scrive un romanzo che non viene pubblicato, continua a suonare solo come hobby.
Nel 2001 viene invitata a fare la corista nell'album Ten Songs About You di Ben & Jason, decide così di proseguire l'attività musicale a tempo pieno.
Dopo 2 anni di concerti pubblica il suo primo album, Scissors in my Pocket autoprodotto e registrato in gran parte a casa della stessa cantautrice. L'album venne apprezzato dalla critica in ambito indie folk. Sfortunatamente dopo due settimane dalla pubblicazione la cantante ebbe un aborto spontaneo che la costrinse ad abbandonare l'attività musicale.
Un secondo album, Cosmic Rosy Spine Kites (anagramma del titolo del primo album), presenta le stesse canzoni, quattro delle quali registrate con un quartetto d'archi (e senza chitarre né percussioni); il resto delle canzoni sono dal vivo, prese da una serata in cui fece da spalla a Jamie Cullum, a Manchester. Oltre a Jamie Cullum, ha suonato anche con altri artisti come Marianne Faithfull e Coldplay.
Dopo la firma con One Little Indian Records, due canzoni di Polly ("Over the Hill" e la versione live di "She Moves in Secret Ways") sono stare rese scaricabili gratuitamente. Ciò ha probabilmente portato quella che era un'artista di nicchia di un'etichetta indipendente inglese, ad un'esposizione al pubblico maggiore di quella che lei stessa si sarebbe aspettata.
Dal suo sito, Polly ha annunciato la nascita di sua figlia Valentine Constance Mae il 10 novembre 2006 (casualmente proprio il giorno del compleanno di Polly). Il suo terzo album Fingers and Thumbs coprodotto con Ken Nelson è uscito nel giugno 2007, sulla cui copertina figura Polly incinta di 38 settimane. L'album è seguito da un tour europeo.
Polly e suo marito Mike vivono in un piccolissimo appartamento a Battersea, nella periferia di Londra. In quella stessa casa Polly ha registrato il suo primo album, così come le demo pubblicate sull'album Fingers & Thumbs.

## Discografia[6]
- 2004 Scissors in My Pocket (One Little Indian)
- 2005 Cosmic Rosy Spine Kites (live, One Little Indian)
- 2007 Fingers and Thumbs (One Little Indian)
- 2007 Fights & Numbers (solo in download digitale)
- 2012 Leaves from the Family Tree (Wild Sound)